# South African Chess Player
South African Chess Player – czasopismo szachowe o charakterze miesięcznika wydawane w Kapsztadzie. Pismo było następcą pisma „South African Chess Magazine”.